# Rodzaj wojsk
Rodzaj wojsk (daw. rodzaj broni) – jednostki organizacyjne sił zbrojnych (najczęściej oddziały i pododdziały) wyodrębnione pod względem specyfiki ich podstawowego uzbrojenia, sposobu zorganizowania oraz pełnionej roli w ramach danego rodzaju sił zbrojnych. Także: mniejsze jednostki wspomagające działania tychże rodzajów wojsk.

## Charakterystyka
Wyszczególnianie rodzajów wojsk jest ściśle zależne od specyfiki organizacyjnej danych sił zbrojnych. Dlatego też może znacznie różnić się względem różnych państw, wykorzystujących własne kryteria w tej kwestii.
Poszczególne rodzaje wojsk posiadają najczęściej specyficzne dla siebie wyposażenie i możliwości prowadzenia działań bojowych, co przystosowuje je do wykorzystania w określonych sytuacjach taktycznych. Posiadają również własny system szkoleniowy i dowództwo. Stanowią najczęściej element organizacyjny danego rodzaju sił zbrojnych (np. wojsk lądowych, sił powietrznych, marynarki wojennej). Przykładowo w najbardziej ogólnym ujęciu w rodzaju sił zbrojnych jakim są wojska lądowe, wyodrębnić można następujące rodzaje wojsk: piechotę, kawalerię, artylerię; a także powstałe znacznie później: wojska zmechanizowane, pancerne, powietrznodesantowe czy przeciwlotnicze.
Przez „rodzaj wojsk” rozumie się również mniejsze jednostki organizacyjne przystosowane do wspomagania i zabezpieczania działania właściwych rodzajów wojsk. Zaliczyć można do nich przykładowo: wojska inżynieryjne, łączności, chemiczne czy radiotechniczne. W niektórych państwach tego typu formacje wspomagające określane są mianem „wojsk specjalnych”.

## W II Rzeczypospolitej
W Wojsku Polskim II Rzeczypospolitej rodzaje wojsk określano „broniami”.
Dla wojsk lądowych były to odpowiednio:
- piechota
- kawaleria (do kwietnia 1924 nazywana jazdą)
- artyleria

wyodrębniano również bronie techniczne:
- saperzy
- łączność
- wojska samochodowe
- pancerne

oraz bronie pomocnicze:
- żandarmeria
- tabory

Ponadto w skład wojska wchodziło lotnictwo oraz jednostki organizacyjne Korpusu Ochrony Pogranicza (od 1924) i Obrony Narodowej (od 1937).